# Necropoli punica di Palermo
La necropoli punica di Palermo è una necropoli risalente al periodo punico-romano.
Si trova nella parte occidentale della città e la parte visitabile è ubicata sotto la caserma Tukory, tra piazza Indipendenza, corso Pisani, via Cuba, via Pindemonte e via Danisinni.

## Storia
Durante l'epoca punica, la necropoli era ubicata fuori le mura cittadine, su un'area a monte che era la naturale continuazione del tratto di terra generato dai due fiumi Kemonia e Papireto.
Dal 1746, anno delle prime scoperte avvenute in occasione della costruzione dell'Albergo dei poveri, sono state rinvenute oltre settecento tombe.
Tra febbraio e giugno del 2004 si è completato lo scavo di una porzione della necropoli: sono state scavate in tutto circa 150 sepolture, distribuite in maniera intensiva sotto la caserma Tukory.
A questa indagine sistematica si sono affiancate alcune scoperte casuali con scavi d'emergenza. Una tomba a camera ipogeica è stata scoperta, in occasione della messa in opera della nuova rete idrica, all'angolo tra la via Maggiore Amari ed il corso Calatafimi, consentendo di recuperare uno dei corredi più antichi dell'intera necropoli, caratterizzato dalla presenza di forme tipiche del repertorio fenicio. Altre due tombe a camera ipogeica sono state rinvenute nel corso dei lavori di restauro del complesso monumentale dell'Albergo dei poveri di corso Calatafimi.
In base al numero consistente delle sepolture alcuni studiosi hanno pensato di poter dare conferma alle parole di Polibio (I, 38) che definì Palermo «la città più importante dell'eparchia cartaginese».

## Tipi di sepoltura
I tipi di sepoltura erano diversi:
- sepoltura semplice: semplici fosse o pozzetti per urne cinerarie, scavati nella terra
- sarcofagi: sarcofagi scavati nella calcarenite e ricoperti da tegole in terracotta o da una lastra sempre in calcarenite
- tombe a camera: una scaletta scavata nella roccia permette di accedere ad un piccolo ambiente sotterraneo che ospitava il sarcofago (in cui venivano posti gli oggetti personali del defunto), solitamente coperto da lastre di terracotta o di pietra, sopra le quali veniva deposto il corredo.

Le sepolture sono prevalentemente a inumazione, ma ve ne sono anche ad incinerazione.

## Corredi funerari
All'interno delle sepolture sono stati trovati ricchi corredi composti da vasellame, di produzione locale o d'importazione greca ed etrusca, monili d'argento e di bronzo, amuleti, armi e grossi orci contenenti viveri e bevande.

## Galleria d'immagini

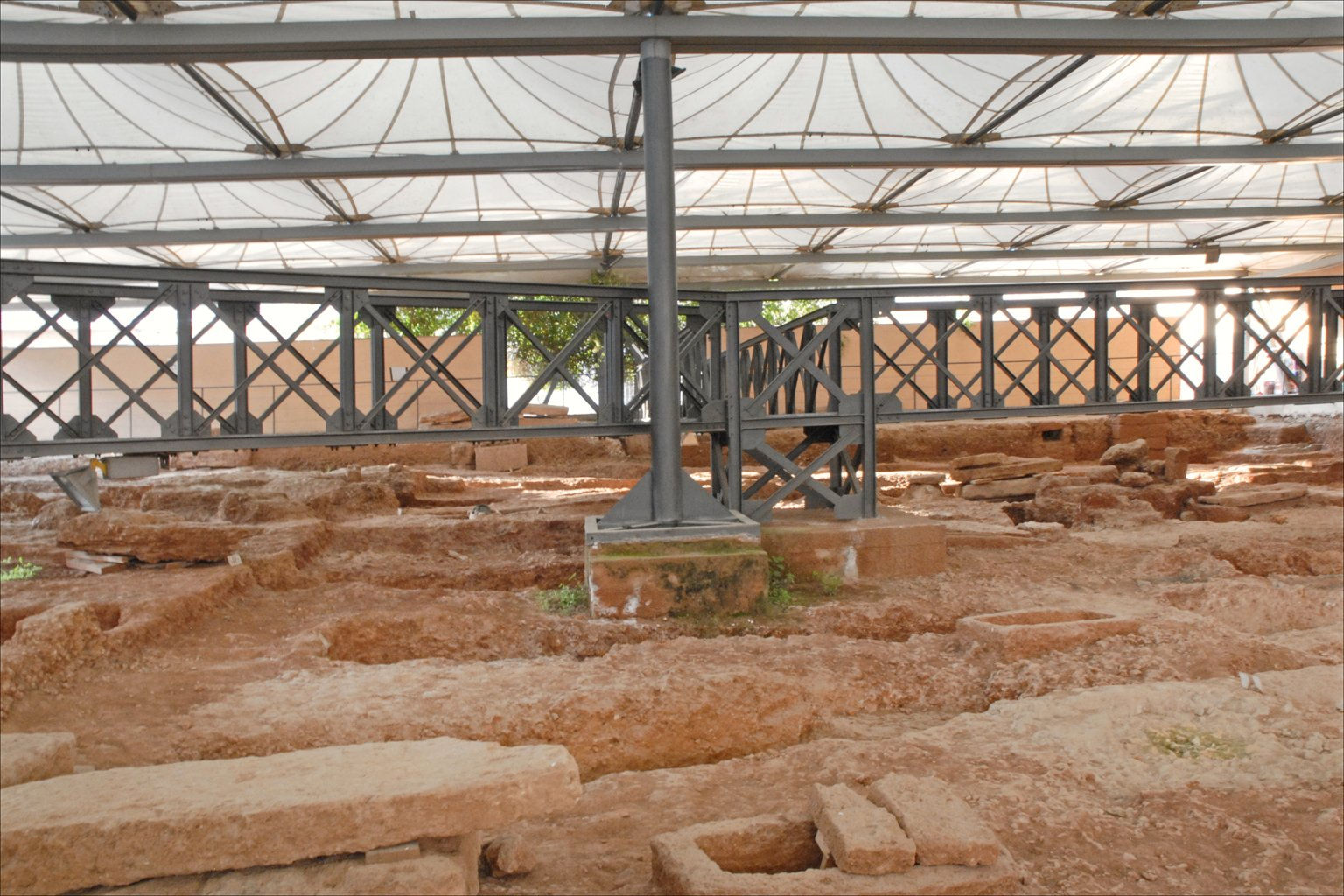
La vasta necropoli è stata rinvenuta all'interno della caserma dei carabinieri del quartiere Cuba.
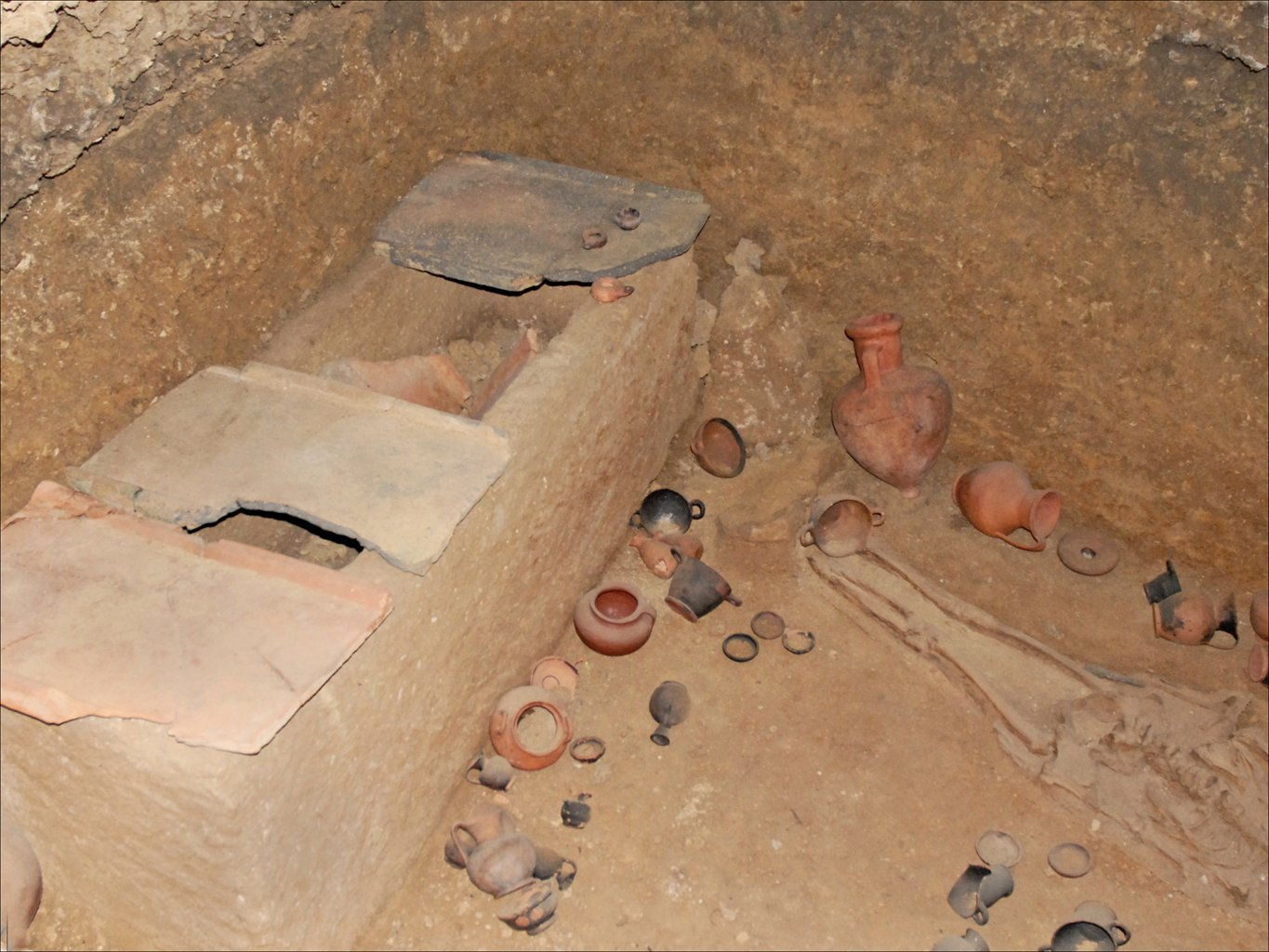
Tomba e corredo della necropoli punica del VII secolo a.C. entro la caserma dei carabinieri presso la Cuba.